# Luis Camnitzer
Luis Camnitzer (Lübeck, Alemanya, 1937) és un artista conceptualista, professor, escriptor i crític uruguaià d'origen jueu alemany. És professor emèrit de la Universitat Estatal de Nova York, ciutat on resideix. Se'l pot considerar com una figura clau de l'art internacional de la segona meitat del segle xx.

## Biografia
Camnitzer va néixer a Lübeck el 1937, a l'època de la dictadura nazi a Alemanya. Quan tenia tan sols catorze mesos el 1939 la seva família d'origen jueva va fugir cap a l'Uruguai. Va créixer a Montevideo. Posteriorment, va estudiar arquitectura i escultura a l'Escuela Nacional de Bellas Artes de la Universitat de la República, així com escultura i pintura a l'Acadèmia de Múnic. El 1964 se'n va anar cap a Nova York, on des de 1969 va ensenyar a la Universitat Estatal, a la facultat d'Old Westbury. Com a docent, sempre va donar una gran llibertat als seus estudiants i estimular llur autonomia de pensar.
En les seves creacions explora la relació entre l'observador i l'obra. D'alguna manera, prova implicar-hi l'espectador. Explora de l'atzar, l'arbitrarietat, el concepte d'autoria i la formació del valor d'una obra d'art.
Ha tingut moltes exposicions als Estats Units, Llatinoamèrica i Europa des de la dècada de 1960. És reconegut com un artista i teòric de reconeixement internacional, autor de nombroses publicacions artístiques.